# Exilisia bilineata
Exilisia bilineata là một loài bướm đêm thuộc phân họ Arctiinae, họ Erebidae.